# Christus van Picacho
De Christus van Picacho (Spaans: El Cristo del Picacho) is een monumentaal Christusbeeld op de heuvel El Picacho in het uiterste noorden van Tegucigalpa, de hoofdstad van het Midden-Amerikaanse land Honduras.
Het 2500 ton wegende beeld heeft een totale hoogte van 32 meter, waarvan het beeld zelf 20 meter en de sokkel 12 meter hoog is. Het werd ingehuldigd in 1997. Het gigantische beeld staat aan de westelijke kant van de Picacho-heuvel en kan vooral 's nachts vanuit de verte door een groot deel van de bevolking van de hoofdstad worden gezien.   
Het van gewapend beton gemaakte beeld werd ontworpen door de Hondurese beeldhouwer Mario Zamora Alcantara.